# 빨래 건조기

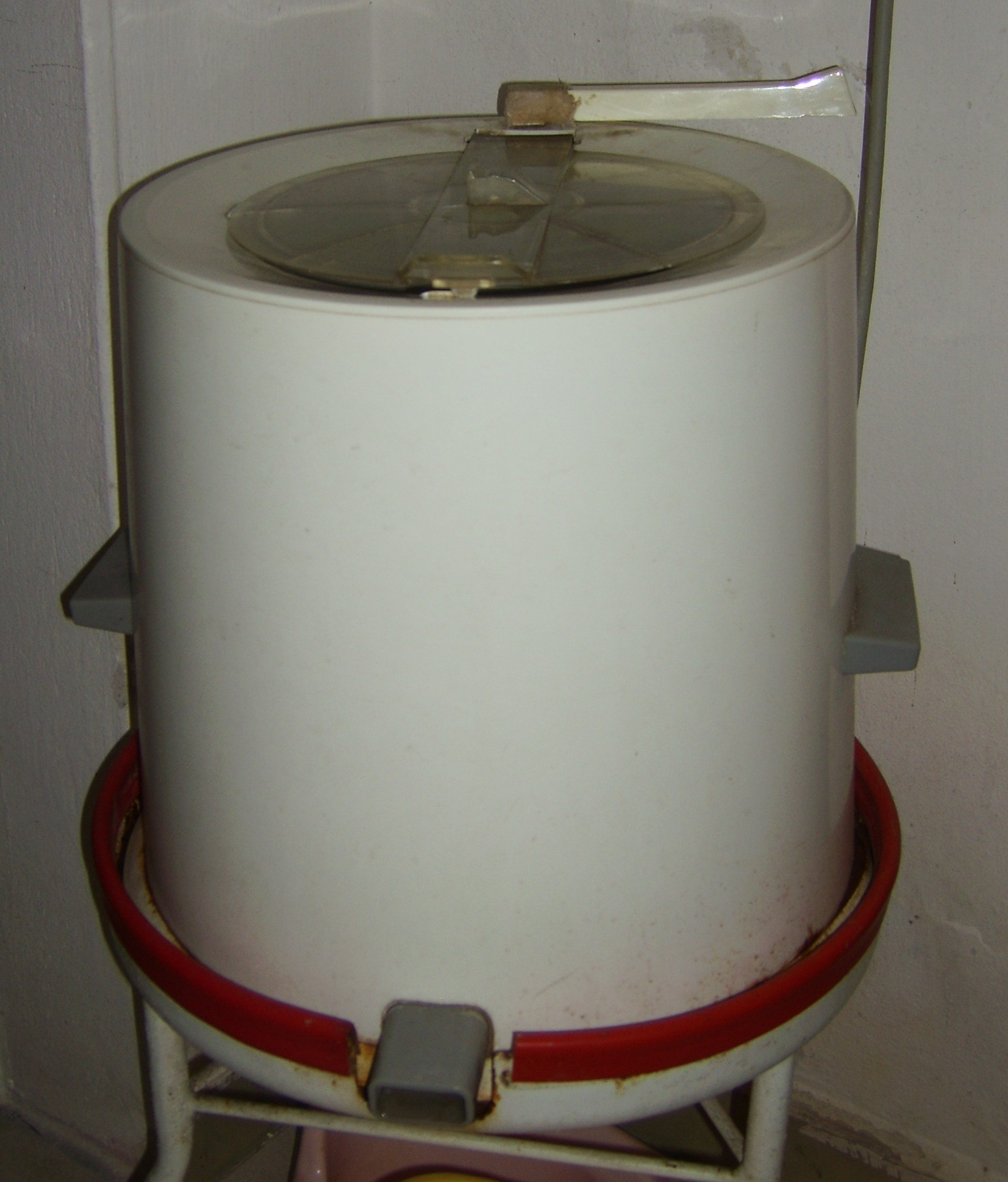
스핀 드라이어 타입 TS66

빨래 건조기는 세탁된 의류를 열풍으로 완전히 건조시켜 주는 가전 제품이다. 영어권에서는 의류 건조기라는 의미의 clothes dryer 또는 회전식 건조기라는 의미의 tumble dryer라고 한다.

## 개요
서구 문화권에서는 19세기 후반 이후 롤압착 탈수기를 이용하여 실외의 날씨에 관계없이 손쉽게 빨래를 말릴 수 있는 방식이 고안되었으나, 가정에까지 널리 보급된 것은 아니다. 이후 건조 열풍을 이용한 건조기가 개발되어 상용호되면서 20세기 중반 이후 서구 선진국에서 급속히 보급되었다.

## 작동 방식과 종류
여러 가지 방식이 있으나, 주로 본체 내의 드럼과 팬이 회전하면서 생기는 열풍에 의한 방식이 이용된다. 동력은 주로 전기를 이용하며, 가스나 온수 순환식 시스템을 활용하는 것도 있다. 서구 선진국에서는 주로 세탁기와 별도로 건조기만으로 된 것을 쓴다. 세탁기에 건조기능이 추가된 제품도 출시되며, 이를 영어권에서는 Combo washer dryer 또는 washer-dryer라고 한다.
한국에는 크게 가스식과 전기식 제품들이 알려져 있는데, 가스식의 경우 열풍의 강도가 세서 건조 효율성이 높고, 가스비가 싼 한국 특성상 에너지 효율면에서 다소 유리하다고 알려져 있다. 그러나 열풍의 강도 때문에 옷감 손상에 대한 우려가 있는 편이며, 보일러에 연통을 연결해야 하므로 개별적인 배기관 공사가 불가피 하다는 점은 단점이라고 보고 있다. 전기식은 전원 코드만 연결하여 바로 제품 구동이 가능하며, 그 편리성 때문에 최근 더 선호되는 추세이다. 전기식은 말 그대로 건조기를 구동하는 전원에 대한 문제이고 전기식 안에서도 히팅 방식에 따라 1.히터 건조 및 2.히트펌프 건조 방식으로 크게 나누어 진다. 또한, 습기 배출 방식에 따라 다시 A.에어벤트 및 2.컨덴싱 방식으로 나누어 진다.
[건조 방식]
1. 히터 건조: 열선 등으로 처리된 히터가 발열을 하고, 팬 등을 이용한 공기 순환이 이루어지면서 더운 공기가 드럼안으로 들어가 내용물을 건조하는 방식.
2. 히트펌프 건조: 일명 저온제습 건조 방식이라고 불리며, 제습기와 비슷한 구동 원리로 제습 하듯이 내용물의 습기를 제거하여 건조하는 방식. 대신 일반적인 히터 건조 방식 대비 부품 등의 원가 차이가 2배 이상 나기 때문에 소비자가격 또한 고가를 형성하는 것이 일반적이다.
[습기 배출 방식]
A. 에어벤트 방식: 말 그대로 에어(Air: 공기) + 벤트(Vent: 환기)의 합성어로, 공기를 환기하듯이 외부로 배출하는 방식이다. 하여, 습기 배출을 위한 별도의 연통 등의 도구를 이용하며, 원활한 습기 배출을 위해 환기가 용이한 베란다나 다용도실 등의 환경에 설치가 적합한 방식이다.
B. 컨덴싱 방식: 내용물의 습기를 빼앗은 습한 공기가 에어벤트 방식과 같이 외부로 바로 배출되지 않고, 내부에 장착된 냉매 등의 컨덴싱 매개체와 만나 물로 증발시켜 고이게 만드는 방식이다. 하여, 별도로 연통 등을 사용하지 않아도 되고 고인 물을 제품 가동 후에 비워내주기만 하면 되어 사용 환경에 제약이 많이 없는 편이다.

## 장단점
실외의 날씨에 관계없이 적은 시간과 노력으로 쉽게 건조시킬 수 있는 점, 위생적으로 이용할 수 있는 점 등이 장점이다. 단점으로는 강력한 열풍으로 옷감이 쉽게 상할 수 있는 점과 전력 소모량이 많은 점이 거론된다. 특히 전력 소모량이 많아 환경 파괴 문제의 주범으로 거론되고 있어, 예전처럼 빨랫줄을 이용하여 실외에서 건조하는 것을 권장해야 한다는 운동도 펼쳐지고 있다

## 보급
미국·캐나다·서유럽 등 서구 선진국에서는 이 기구가 널리 보급되면서 예전처럼 실외에서 빨래를 말리는 모습을 보기 어려워졌다. 미국에서는 웬만한 가정에는 세탁기와는 별도로 건조기를 구비하고 있다. 특히 미국에서는 이 기구가 보급된 이래 실외에서 빨래를 말리는 풍습이 많이 사라졌고, 빨래를 밖에서 말리는 것을 미관상 보기 좋지 않은 것으로 여기게 되었다. 미국의 많은 지역에서는 실외에서 빨래를 너는 것을 조례를 통하여 금지하고 있다. 이에 따라 자신의 집 마당에서도 빨래를 너는 것을 규제하고 있다. 이로 인하여 실외에서 빨래를 말리려는 사람과 이를 좋지 않게 보는 사람간의 다툼이 이어지고 있으며, 심지어 이로 촉발된 살인 사건까지 일어난 사례가 있다 최근 미국에서는 전력 소모가 많은 빨래 건조기 사용을 줄이고, 실외에서 빨래를 널 수 있는 권리를 인정해야 한다는 목소리도 커지고 있다.
반면 대한민국·일본·타이완 등지에서는 세탁기는 폭넓게 보급되어 있으나, 빨래 건조기는 상대적으로 잘 보급되어 있지 않다. 이들 국가에서는 빨래를 집 밖에서 말리는 것에 대한 거부감 결여, 좁은 주택 구조와 문화적인 차이, 전기 요금에 대한 부담 등으로 보급이 더딘 것으로 보인다. 대한민국에서 빨래 건조기는 세탁소 등 영업장에서 주로 사용되어 왔으며, 일반 가정에는 거의 보급되지 않았다가 2000년대 이후 드럼 세탁기와 함께 보급되고 있으나 전력 소모량이 많아 널리 활용되지는 않고 있다. 건조기는 세탁기와 별도의 공간을 차지하므로, 대한민국의 가정에는 대개 드럼 세탁기에 건조 기능이 추가된 건조 겸용 세탁기로 보급되고 있다.

## 같이 보기
- 서지 보호기